# انچو (نیو مکزیکو)
انچو، نیو مکزیکو (به انگلیسی: Ancho, New Mexico) یک سکونتگاه مسکونی در ایالات متحده آمریکا است که در نیومکزیکو واقع شده‌است.